# 小婦人物語 南與喬老師
《小婦人物語 南與喬老師》（日语：若草物語 ナンとジョー先生）為日本動畫公司製作的《世界名作劇場》系列第19部的動畫作品。改編自美國作家露意莎·梅·奧爾柯特的作品《小婦人》第三部(小紳士，Little Men)。自1993年1月17日播至同年1993年12月19日，全40集。

## 故事概要
李子田莊是喬與丈夫弗里茲為了夢想所創辦的學校，這裡充滿了許多很有個性的孩子。有玫格的雙胞胎孩子狄米與黛西、小小提琴手納特、不良少年丹、愛惡作劇的湯米，貪吃鬼史坦佛，還有和喬小時候一樣淘氣的少女南等等。在李子田莊這裡，每一天都充滿了許多的冒險與刺激的事情，故事為此而展開。

## 登場人物與配音員陣容

### 主要人物
安妮‧哈丁
配音員：松倉羽鶴；林美秀（台灣）
主角。11歲。從波士頓來到李子田莊。通稱：南。合眾國第一的頑皮女孩。擅長打棒球，將來的夢想是當消防員、火車駕駛員的助手，總是在變來變去，但是因為喬的事故，決定未來想當醫生。
約瑟芬‧貝爾
配音員：山田榮子；姚敏敏（台灣）
準主角，馬區家的二女兒。34歲。與弗里茲結婚後是兩個孩子的母親，她是李子田莊的老師。通稱：喬。李子田莊是她與丈夫弗里茲共同設立的，理想的學園。有著以前不輸給淘氣的少女南的器度，還有參加棒球與直接談判的事情，好勝的個性現在她還是擁有的。

### 喬的家庭
弗里茲‧貝爾
配音員：秋元羊介；李景唐（台灣）
喬的丈夫。40歲。本名是弗里德里希。與喬結婚後，為了理想的教育目標，而在康科德鎮的郊外的李子田莊成立寄宿學校，在那裡教育學生而努力著。
羅伯‧貝爾
配音員：淵崎有里子；龍顯蕙（台灣）
貝爾家的大兒子。5歲。本名是羅賓。想和在李子田莊學習的孩子們一同遊玩，不過因為還太小而不能和大家玩在一起。
泰迪‧貝爾
配音員：南杏子；林美秀（台灣）
貝爾家的二兒子。3歲。因為還太小，總是請南幫他唸圖畫書，還有和黛西一起玩辦家家酒度過一天。因為他的天真無邪慢慢的化解了丹如沙漠般的冷酷的心。

### 玫格一家
瑪格麗特‧布魯克
配音員：潘惠子；龍顯蕙（台灣）
馬區家的大女兒，喬的姊姊。35歲。通稱：玫格。與約翰結婚後，是狄米、黛西還有裘西三個孩子的母親。與喬的家族有親戚的關係。但是，她最愛的丈夫，約翰‧布魯克因為心臟病而逝世，被這樣的悲劇所衝擊。
約翰‧布魯克
配音員：小島敏彥；李景唐（台灣）
玫格的丈夫。是喬與弗里茲很好的理解者，但是後來卻因為患了心臟病而逝世。※他的名字在愛的小婦人物語中被命名為【卡爾‧布魯克】，當初是為了區別一個受到馬區一家幫助而擁有相同名字的原創人物「約翰·馬蒂」的名字「約翰」，才將他原作中的名字「約翰」更改為「卡爾」，但此作他的名字卻是與原作相同的「約翰」。他並不是玫格與「卡爾‧布魯克」離婚後又與一個叫「約翰‧布魯克」的人結婚，前作的「卡爾」和此作的「約翰」都是指他這個人。
狄米‧布魯克
配音員：山田恭子
布魯克家的大兒子。10歲。本名是狄米約翰。是黛西的雙胞胎哥哥，與父母非常相似，是個很乖巧的男孩子。有飼養著一隻烏龜，將來的夢想是想當一名學者。
黛西‧布魯克
配音員：荒木香惠；龍顯蕙（台灣）
布魯克家的大女兒。10歲。本名是瑪格麗特。是狄米的雙胞胎妹妹。個性與南相反，是個很乖巧的小女孩，有著與玫格的妹妹貝絲相似的感覺。將來的夢想是希望能成為像媽媽玫格一樣成為很和善的媽媽。
裘西‧布魯克
布魯克家的二女兒。還只是一個小嬰兒而已。

### 李子田莊工作的人們
艾西亞
配音員：羽鳥靖子；龍顯蕙（台灣）
在李子田莊工作的黑人女性。48歲。處理著孩子們的用餐還有打掃洗衣服等等事務。有時候她說話口氣很不好，關於孩子們教育的事情，也會對喬說上幾句。
賽拉斯
配音員：槐柳二；梁興昌（台灣）
在李子田莊工作的庭園師的老伯伯。58歲。很少出現的樣子。
瑪麗安
配音員：藤井佳代子；姚敏敏（台灣）
在李子田莊工作的女傭。21歲。很少出現，不過看起來是個很和善的女人。好像是尋母三千里的女主角，菲歐莉娜長大後的樣子。

### 李子田莊的學生們
湯米‧班格斯
配音員：高山南；姚敏敏（台灣）
在李子田莊學習的少年。12歲。本名是湯瑪斯。母雞下蛋是他的工作。在學校是個喜歡惡作劇的孩子王。成立「湯米‧班格斯商行」。故事快結尾時有說過自己喜歡南。將來的夢想是成為億萬富翁。
傑克‧福特
配音員：柏倉務；李景唐（台灣）
在李子田莊學習的少年。12歲。他在馬鈴薯田裡辛苦培育馬鈴薯而工作著。找蚯蚓作為釣餌，以12隻2分錢賣給大家，作為消遣的零用錢使用。
喬治‧柯爾
配音員：佐藤智惠；龍顯蕙（台灣）
在李子田莊學習的少年。12歲。通稱：史坦佛。是個愛哭鬼，是個愛貪吃又愛撒嬌的孩子。喜歡吃點心，結果吃的太胖了。有飼養著一隻浣熊。將來的夢想是想經營一家餐廳。
奈德‧巴克
配音員：愛河里花子
在李子田莊學習的少年。11歲。飼養著一隻只會說「我的奈德」的九官鳥。對木工方面非常擅長，將來的夢想是成為做家具的工人。
法蘭茲‧霍夫曼
配音員：森川智之；梁興昌（台灣）
在李子田莊學習的少年。16歲。弗里茲的外甥，吹長笛是他的工作。在學校裡是最年長的，協助弗里茲教導孩子們學習。將來的夢想是想當像喬一樣的老師，為了成為老師而存了前往波士頓的大學學習的金錢。
艾米爾‧霍夫曼
配音員：結城比呂；李景唐（台灣）
在李子田莊學習的少年。14歲。弗里茲的外甥，法蘭茲的弟弟。對海方面的事情非常喜歡，將來想要成為船員。被譽為李子田莊裡是最有骨氣的男人，因為他接受了丹與他決鬥的事情。
納特‧布萊克
配音員：池上麻里子
在李子田莊學習的少年。12歲。本名是納森尼爾。父母親去世後，被洛利發現在街上迷失的他，將他送到李子田莊去。非常擅長拉小提琴，將來的夢想是想成為小提琴手。原作中大致以丹與瑟特是主角。
丹‧基恩
配音員：神奈延年；梁興昌（台灣）
原本是在波士頓生活的不良少年。15歲。本名是丹尼爾。因為一個機緣能夠在波士頓與納特再次相見，並且來到了李子田莊學習。但是他學習態度很差，李子田莊被他狗的雞飛狗跳，有一次學校被他弄得失火了，弗里茲只好把他託付給佩治先生。之後，開始對博物學方面有了興趣，事後回到了李子田莊認真學習，可是最後他與佩治先生一起前往巴西旅行去了。

### 喬與玫格的親人
洛利‧羅倫斯
配音員：飛田展男；李景唐（台灣）
被喬稱之為泰迪的兒時玩伴。34歲。年輕時非常喜歡喬，但被喬以「我們兩個個性都太暴躁」的原因拒絕。後來喬離開後，他就和喬的妹妹艾美結婚，並且在波士頓生活著。對李子田莊的孩子們非常親切，現在已由當時的少年變成了孩子們的和善叔叔了。
艾美‧羅倫斯
馬區家的四女兒。26歲。洛利的妻子。在第34話約翰‧布魯克的葬禮中出現過，只有看到她哭的場面，並沒有說過一句話，是個金髮美人兒。
原作艾美與洛利育有一女，以其三姐的名字取名貝絲，但動畫沒有出現。
伊麗莎白‧馬區
馬區家的三女兒。通稱：貝絲。在故事中有說到她因為得了肺結核而生病過世了（原作是因猩紅熱而導致體弱早夭）。
美雅麗‧柯蒂斯‧馬區
配音員：中西妙子
馬區家的媽媽，四姊妹的母親。已經過世了，只有在第4話中喬的回憶裡登場過。

### 學生們的監護人
席薇亞‧柯爾
配音員：一城美由希
史坦佛的媽媽。總是非常溺愛著史坦佛，稱呼史坦佛為小乖乖，討厭的事情她都不喜歡，對於喬的教育方法她一開始並不是很贊同。
納特的父親
納特的爸爸。在第5話納特回憶的時候登場，留著懶散的鬍子，在街上留下納特一個人後就死了。對於那個身影不免感到一些哀愁。
佩治
配音員：石森達幸
動物與植物等等的博物學的博士。當丹被弗里茲趕出李子田莊時，弗里茲把丹託負給他的家，丹在那裡博物學方面的事情覺醒了。在以前，他教導弗里茲哲學方面的事情，是弗里茲的恩師。

### 過去與丹一起混的不良少年
馬利
配音員：中村大樹
丹在波士頓儘可能做盡壞事的時候，因為丹的關係被收進少年監獄的不良少年。他因為這件事情感到很怨恨，並且去找出丹所居住的地方。在佩治家找到改過向善的丹，並且開槍讓丹的腳受傷。
吉米
配音員：佐藤浩之
在第22話，在佩治先生外出參加學術研討會的時候，襲擊丹的其中一人。除了帶著帽子以外，沒有說明這個人的特徵。是個狠角色。
霍比
配音員：山本圭子
第11話與丹打架的不良少年之一，曾經那小刀威脅並襲擊過丹。胖胖的體型，和史坦佛的感覺很像。
麥克
配音員：高木涉
與霍比一起襲擊丹的不良少年。沒有最好的場面出現。

### 其他登場人物
市長
配音員：藤本讓
康科德鎮的市長。對於女性有性別歧視的偏見，覺得政治家、律師還有醫生都是男人的工作。
秘書
配音員：平野正人
康科德鎮市長的秘書，與市長一起嘲笑南自不量力。
法斯醫生
配音員：佐藤正治
康科德鎮的醫生。身材短小精幹。丹受傷的時候，還有約翰生病的時候前來看診。不過他看過之後說約翰的病不需要擔心，但是幾天之後約翰‧布魯克他死亡了，讓南覺得不能相信醫生。
法斯醫生的朋友
第39話喬去行借腳踏車的擁有者。臉孔和聲音都沒有出現。但是康科德市長卻覺得女人不該騎腳踏車，讓喬非常的生氣。
愛德
配音員：掛川裕彥
康科德鎮的站長，於第1話的時候登場，但是，於第20話再次登場的時候，由於火車故障了鑽石混入裡面而焦慮著，讓這時候的南覺得將來想當火車駕駛員的助手。
駕駛員
配音員：稻葉實
在第20話，南沒有預警就進入火車裡在工作的駕駛員。感覺好像是在鎮上的工廠裡工作的大叔。
強尼
第20話火車故障的駕駛員的助手。只是個單純的角色，不過卻有了名字。不過，雖然只是個配角，但是卻是非常英俊的呢！
楊森
是個超級神秘的人物，性別、年齡、個性還有樣子，所有的一切都是神祕的人。在第4話湯米他們從他這裡得到一隻小狗，之後取名為克里斯多福‧哥倫布。
郵差
配音員：高戶靖廣
很容易掉到湯米他們惡作劇所挖的陷阱，多虧史坦佛的幫忙他才能逃離那裡。

### 登場的動物們
浣熊
在李子田莊的孩子們飼養著各式各樣的動物，這這裡設定是史坦佛飼養的浣熊。與浣熊拉斯卡爾的拉斯卡爾來比較的話，這隻浣熊並沒有名字，而且也不是很可愛。
托比
李子田莊所飼養的驢子。湯米時常乘坐在上面，不過牠不屬於任何人的，但是牠時常被李子田莊的孩子們使喚來使喚去。
貓
「愛的小婦人物語」裡登場的米琪安這隻貓的子孫？原本好像設定是黛西的貓，因為在第5話有她疼愛牠的場景，但是第9話有出現納特與史坦佛餵牠食物的場景，但底誰是牠真正的主人就不得得知了。
巴特卡普
賽拉斯所飼養的母牛。弗里茲很疼愛著牠。丹他們惡作劇玩鬥牛的時候，被當成很可憐的目標，結果因此而受傷了。之後弗里茲要丹照顧受傷的牠。
豬
深藍色與灰色這兩種色調搭配的這種但丁的裝扮，是李子田莊奇妙的動物。故事中與OP中出現的大小有所差異。
麥克
泰迪喜歡的猴子布偶，像真的一樣以為是真的動物。
松鼠
在李子田莊生活的野生松鼠，細心看的話，牠常常出現。最活耀的場景，是在第31話羅伯與泰迪一起收集胡桃的時候，然後集體搶奪的場景。
克里斯多福‧哥倫布
從楊森家那兒得到的小狗，南在李子田莊飼養著牠。很會打棒球。其他還有，出現濕疹時塗了南所種植的藥草。出場次數不多。名字的由來大家會以為是歷史上出生在熱那亞的航海冒險家哥倫布，不過原作的由來是喬的口頭禪「嚇死我了，真是的」這樣的話轉變而來的，而且原作設定不是南的狗，而是艾米爾的。
貝西
住在李子田莊附近的池塘裡生活的牛蛙。為了生物的觀察史坦佛與狄米把牠養成很大的青蛙，在池子裡生了很多蝌蚪。
珂克特普
湯米所飼養的母雞。生了很多蛋為「湯米‧班格斯商行」貢獻很多。
婆婆
佩治家所飼養的馬，但是說不定有真的名字，只是佩治先生一直叫牠「婆婆」。
瑪莎
李子田莊裡飼養的小貓咪。聽到午夜12點的時鐘鐘聲會覺得恐怖而有所威脅，經過湯米的腳時，讓湯米嚇了一跳，以為有鬼來找他了。
查理王子　　　　
洛利送給李子田莊的馬。是全身漆黑的漂亮馬，當送過來李子田莊時還沒有馴服過，不過任何人都可以使用的，丹首先來馴服牠。

## 主題歌、插入歌
- 片頭曲『明天也是好天氣』(第1話~第40話)
  - 作詞：小坂明子、歌：小坂明子、作曲：小坂明子、編曲：信田一男
- 片尾曲『藍天的Ding-Dong』(第1話~第40話)
  - 作詞：伊藤薰、歌：伊藤薰、樹林兒童合唱團、作曲：伊藤薰、編曲：信田一男※Ding-Dong是英文中表示鐘聲的模擬聲
- 插入歌1『彩虹色的音樂盒』
  - 作詞：伊藤薰、歌：伊藤薰、作曲：伊藤薰、編曲：信田一男
- 插入歌2『淘氣公主』
  - 作詞：小坂明子、歌：小坂明子、作曲：小坂明子、編曲：信田一男
- 插入歌3『星空下的拉拉魯』
  - 作詞：伊藤薰、歌：伊藤薰、作曲：伊藤薰、編曲：信田一男
- 插入歌4『孩子們的樂園』
  - 作詞：小坂明子、歌：樹林兒童合唱團、作曲：小坂明子、編曲：信田一男
- 插入歌5『拿出勇氣』
  - 作詞：伊藤薰、歌：伊藤薰、作曲：伊藤薰、編曲：信田一男
- 插入歌6『如果是朋友』
  - 作詞：小坂明子、歌：小坂明子、作曲：小坂明子、編曲：信田一男

## 標題播映表
| 話數 | 副標題                     | 播映日         | 腳本   | 分鏡               | 演出     | 作畫監督         |
| ---- | -------------------------- | -------------- | ------ | ------------------ | -------- | ---------------- |
| 1    | 歡迎來到李子田莊           | 1993年1月17日  | 島田滿 | 楠葉宏三           | 楠葉宏三 | 佐藤好春         |
| 2    | 河川與原野是最棒的教室！！ | 1993年1月24日  | 島田滿 | 楠葉宏三           | 楠葉宏三 | 佐藤好春         |
| 3    | 採草莓與黑森林             | 1993年1月31日  | 島田滿 | 則座誠             | 則座誠   | 田中穣           |
| 4    | 約定的小箱子               | 1993年2月7日   | 島田滿 | 楠葉宏三           | 楠葉宏三 | 佐藤好春         |
| 5    | 小提琴手的演奏             | 1993年2月14日  | 島田滿 | 片淵須直           | 加賀剛   | 高野登           |
| 6    | 湯米班格斯商行             | 1993年2月21日  | 島田滿 | 楠葉宏三           | 楠葉宏三 | 鷲田敏彌         |
| 7    | 我是魯賓遜‧克魯索          | 1993年2月28日  | 島田滿 | 則座誠             | 則座誠   | 田中穣           |
| 8    | 第一次做南瓜派             | 1993年3月7日   | 島田滿 | 片淵須直           | 中西伸彰 | 佐藤好春         |
| 9    | 玩具王國的禮物             | 1993年3月14日  | 島田滿 | 楠葉宏三、加賀剛   | 加賀剛   | 高野登           |
| 10   | 穿睡衣的大戰爭             | 1993年3月21日  | 島田滿 | 楠葉宏三           | 楠葉宏三 | 鷲田敏彌         |
| 11   | 從鎮上來的不良少年丹       | 1993年4月18日  | 島田滿 | 中西伸彰           | 中西伸彰 | 佐藤好春         |
| 12   | 李子田莊的暴風雨           | 1993年4月25日  | 島田滿 | 片淵須直           | 則座誠   | 田中穣           |
| 13   | 決鬥！艾米爾生氣了         | 1993年5月2日   | 島田滿 | 加賀剛             | 加賀剛   | 佐藤好春         |
| 14   | 丹與泰迪的秘密             | 1993年5月9日   | 島田滿 | 楠葉宏三、中西伸彰 | 中西伸彰 | 松本清           |
| 15   | 巴特卡普大騷動             | 1993年5月23日  | 島田滿 | 片淵須直           | 加賀剛   | 鷲田敏彌         |
| 16   | 學校燒起來了！             | 1993年5月30日  | 島田滿 | 酒井伸次           | 酒井伸次 | 田中穣           |
| 17   | 再見了！丹                 | 1993年6月6日   | 島田滿 | 加賀剛             | 加賀剛   | 佐藤好春         |
| 18   | 媽媽來了                   | 1993年6月13日  | 島田滿 | 片淵須直           | 中西伸彰 | 松本清           |
| 19   | 歡迎來參加舞會             | 1993年6月20日  | 島田滿 | 楠葉宏三、中西伸彰 | 中西伸彰 | 鷲田敏彌         |
| 20   | 如果長大了要當什麼呢？     | 1993年6月27日  | 島田滿 | 片淵須直           | 加賀剛   | 佐藤好春         |
| 21   | 請來打老師！               | 1993年7月11日  | 島田滿 | 酒井伸次           | 酒井伸次 | 田中穣           |
| 22   | 來自佩治先生的信           | 1993年8月1日   | 島田滿 | 片淵須直           | 中西伸彰 | 松本清           |
| 23   | 沒有人在的庭園             | 1993年8月8日   | 島田滿 | 加賀剛             | 加賀剛   | 佐藤好春         |
| 24   | 不敢坦率表達               | 1993年8月15日  | 島田滿 | 楠葉宏三、中西伸彰 | 中西伸彰 | 鷲田敏彌         |
| 25   | 建立博物館                 | 1993年8月22日  | 島田滿 | 酒井伸次           | 酒井伸次 | 田中穣           |
| 26   | 小偷不是我！               | 1993年8月29日  | 島田滿 | 片淵須直           | 楠葉宏三 | 松本清           |
| 27   | 破裂的友情                 | 1993年9月5日   | 島田滿 | 加賀剛             | 加賀剛   | 佐藤好春         |
| 28   | 告白的留信                 | 1993年9月12日  | 島田滿 | 楠葉宏三、中西伸彰 | 中西伸彰 | 鷲田敏彌         |
| 29   | 不輸給男孩子！             | 1993年9月19日  | 島田滿 | 片淵須直           | 楠葉宏三 | 佐藤好春         |
| 30   | 小婚禮的鐘聲               | 1993年9月26日  | 島田滿 | 楠葉宏三           | 中西伸彰 | 井上銳           |
| 31   | 5美元最好的用法            | 1993年10月17日 | 島田滿 | 片淵須直           | 酒井伸次 | 田中穣           |
| 32   | 我要當個醫生！             | 1993年10月24日 | 島田滿 | 中西伸彰           | 中西伸彰 | 松本清           |
| 33   | 與爸爸的約定               | 1993年10月31日 | 島田滿 | 楠葉宏三           | 高木淳   | 佐藤好春         |
| 34   | 雪日中的使者               | 1993年11月7日  | 島田滿 | 片淵須直           | 中西伸彰 | 鷲田敏彌         |
| 35   | 在暴風雪之中               | 1993年11月14日 | 島田滿 | 楠葉宏三、高木淳   | 高木淳   | 井上銳           |
| 36   | 丹去馴服強悍的馬           | 1993年11月21日 | 島田滿 | 片淵須直           | 楠葉宏三 | 佐藤好春         |
| 37   | 踏上旅程的預感             | 1993年11月28日 | 島田滿 | 中西伸彰           | 中西伸彰 | 鷲田敏彌、井上銳 |
| 38   | 各自的決定                 | 1993年12月5日  | 島田滿 | 楠葉宏三           | 楠葉宏三 | 佐藤好春         |
| 39   | 淘氣的喬騎著腳踏車         | 1993年12月12日 | 島田滿 | 楠葉宏三           | 楠葉宏三 | 佐藤好春         |
| 40   | 再見了！李子田莊           | 1993年12月19日 | 島田滿 | 楠葉宏三           | 楠葉宏三 | 佐藤好春         |

## 外部連結
- 互联网电影数据库（IMDb）上《小婦人物語 南與喬老師》的资料（英文）